# Serra del Sabinar
La serra del Sabinar, o Sabinar d'Alpont, és una alineació muntanyosa situada entre les comarques de la Serrania (País Valencià) i Gúdar-Javalambre (Aragó). Forma part de la serralada de Javalambre i ha estat protegit sota la figura de Lloc d'Interès Comunitari (LIC) de la xarxa Natura 2000 de la Unió Europea des del 2017.
La serra s'estén entre els municipis d'Alpont, la Iessa, Ares dels Oms i una petita part de Toixa i Andilla, per la part valenciana a la solana; i entre Arcs de les Salines, Torrijas i Abellola per la part aragonesa a l'ombria.
El Sabinar presenta un relleu en forma de llomes de gran altura que arriben a superar els 1.500 metres sobre el nivell de la mar al cim de Montalbán (1.526 m.), el Alto de Sancho (1.518 m.) o el Alto del Viso (1.507 m.). El riu Arcos, que discorre pel vessant nord-oest fa de divisòria amb la serra de Tortajada i pel sud presenta una certa continuïtat amb la serra d'Andilla. Les foies de la Almeza, Alpont i la Iessa la diferencien del conjunt de les Moles d'Alpont a la cara oest i sud. També pel sud enllaça amb la petita serra d'Alcotas.
La presència d'una important població de savines albars Juniperus thurifera (que li donen nom a la serra) i pins negres Pinus mugo li han valgut la consideració d'espai protegit per la Unió Europea sota la figura legal de LIC. Aquest LIC afecta a una superfície de 9.196 hectàrees entre els municipis de la part valenciana i es poden trobar exemplars monumentals com la Juana, a la partida de Cañada Pastores d'Alpont. També compta amb una microrreserva de flora a l'Alto del Viso.